# Stanislovas Giedraitis
Stanislovas Giedraitis (* 6. Januar 1947 in Pavašuokys, Rajongemeinde Molėtai) ist ein litauischer Politiker, sowjetlitauischer Funktionär der kommunistischen Partei.

## Biografie
Er absolvierte die Schule Antalgė bei Utena und das Landwirtschaft-Technikum Vilnius in Buivydiškės (Rajongemeinde Vilnius). Er arbeitete im  „Volungės“-Kolchos als Zootechniker in der Rajongemeinde Alytus. 1971 absolvierte er das Diplomstudium an der Lietuvos veterinarijos akademija und 1981 das Studium an der Parteihochschule der KPdSU in Leningrad. Von 1969 bis 1977 leitete er „Dainavos“-Kolchos bei Alytus. Von 1982 bis 1988 war er erster Sekretär der LKP in Mažeikiai. 
Ab 1985 war er Deputat im Obersten Sowjet von Sowjetlitauen. Von 2008 bis 2012 war er Mitglied im Seimas. Er lebt in Vilnius.
Ab 1968 war er Mitglied der KPdSU und danach der Lietuvos komunistų partija (LKP) sowie Lietuvos socialdemokratų partija.

## Ehrungen
- Ehrenbürger der Rajongemeinde Mažeikiai